# 16984 Veillet
16984 Veillet este un asteroid din centura principală de asteroizi.

## Descriere
16984 Veillet este un asteroid din centura principală de asteroizi. A fost descoperit pe 15 ianuarie 1999 la Caussols, în cadrul proiectului ODAS. Asteroidul prezintă o orbită caracterizată de o semiaxă mare de 2,20 ua, o excentricitate de 0,07 și o înclinație de 5,7° în raport cu ecliptica.